# El Hazard: The Magnificent World
El Hazard: The Magnificent World (神秘の世界エルハザード?, Shinpi no sekai El-Hazard) è una serie di anime giapponesi ideata da Ryoe Tsukimura e diretta da Hiroki Hayashi. La serie è stata prodotta dallo studio AIC.
La serie ha generato due serie di OAV e due serie televisive adattate in lingua inglese dalla Viz Media. Le prime due serie di OAV furono adattate in italiano dalla Dynit.
Le due serie di OVA El Hazard (1995) ed El Hazard 2 (1997), e la seconda serie televisiva El Hazard: The Alternative World (1998) seguono la stessa linea narrativa e sono l'una il sequel dell'altra. La prima serie televisiva El Hazars: The Wanderers del 1995 invece sfrutta gli stessi personaggi delle altre serie, ma segue una linea narrativa differente, diventando una sorta di storia alternativa.

## Franchise
La serie inizia con una serie OAV di sette episodi intitolata El-Hazard: The Magnificent World, in seguito riadattata in una serie televisiva di ventisei episodi intitolata El Hazard: The Wanderers, ambientata in una linea temporale alternativa. Una seconda serie di quattro OAV, El-Hazard: The Magnificent World 2 e El-Hazard: The Alternative World, una serie televisiva di tredici episodi sono la continuazione della prima serie di OAV. Esiste anche una visual novel per Sega Saturn, ispirata alla serie televisiva, e dotata di numerosi finali alternativi. Nel 2001 è stato anche pubblicato un gioco di ruolo dalla Guardians of Order, ed ispirato alla prima serie di OAV.

## Trama
La storia ruota intorno a quattro persone della Terra, gli studenti Makoto Mizuhara, Katsuhiko Jinnai e Nanami Jinnai, e l'insegnante di storia Masamichi Fujisawa, misteriosamente trasportati nel fantastico mondo di El Hazard, in cui è in atto una terribile guerra che vede schierate le nazioni umane da un lato, e le tribù di esseri simili ad insetti chiamati Bugrom. Ad aggiungere ulteriore complessità alla vicenda, l'arrivo dei quattro terrestri su El hazard, ha fornito ad ognuno di loro una particolare abilità. Per esempio, Katsuhiko ha acquisito il potere di comunicare con i Bugrom, e successivamente userà il proprio potere per diventare il leader dei Bugrom, mentre sua sorella può distinguere le illusioni. L'alcolizzato professor Fujisawa, d'altro canto, ha acquisito una forza ed una agilità sovraumana, ma soltanto quando è sobrio. Il potere di Makoto invece si rivelerà molto più tardi nella storia e si rivelerà essere il poter controllare tutte le misteriose tecnologie presenti su El Hazard.
Il conflitto centrale di El-Hazard: The Magnificent World è quello che vede contrapposti Makoto, Nanami, Fujisawa e gli abitanti umani di El-Hazard contro Jinnai ed i terribili Bugrom. EL Hazard: The Wanderers è una versione semplificata della storia degli OAV, allungata su ventisei episodi e con diversi cambiamenti sui personaggi. El-Hazard: The Magnificent World 2 vede Makoto e gli altri continuare le proprie vite su El-Hazard, quando all'improvviso Fujisawa fugge via la notte prima del proprio matrimonio. El-Hazard: The Alternative World vede i protagonisti della storia magicamente trasportati in un altro mondo, Creteria.

## Personaggi
Makoto Mizuhara
Doppiato da Tetsuya Iwanaga (ed. giapponese), Alessandro Tiberi (ed. italiana)
Makoto è il protagonista della storia. Egli è un giovane studente, e il principale rivale di Katsuhiko, dato che lui è riuscito in tutto ciò in cui Katsuhiko ha fallito. La loro rivalità infatti era in atto già quando i due erano sulla Terra. Nel mondo di El Hazard, Makoto ha il potere di controllare tutte le misteriose tecnologie presenti.
Katsuhiko Jinnai
Doppiato da Ryōtarō Okiayu (ed. giapponese), Nanni Baldini (ed. italiana)
Compagno di classe di Makoto, nutre una gelosia morbosa nei suoi confronti. Ha il potere di comunicare con i Bugrom, gli insetti giganti che minacciano la tranquillità umana su El Hazard. Diventerà il loro leader, e attraverso la loro guerra cercherà la propria rivalsa su Makoto.
Nanami Jinnai
Doppiata da Rio Natsuki (ed. giapponese), Monica Bertolotti (ed. italiana)
È la sorella minore di Katsuhiko, giornalista della scuola. Nel mondo di El Hazard ha il potere di distinguere le illusioni magiche della gente della tribù dei fantasmi.
Il professor Masamichi Fujisawa
Doppiato da Kouji Ishii (ed. giapponese), Andrea Ward (ed. italiana)
Professore di storia nella scuola di Makoto, Katsuhiko e Nanami, è famoso per essere un grande bevitore ed un accanito fumatore. Nel mondo di El Hazard acquisirà una forza sovrumana ed una agilità incredibile, che però potrà utilizzare solo in condizioni di sobrietà.
Shela Shela
Doppiata da Tomo Sakurai (ed. giapponese), Barbara De Bortoli (ed. italiana)
Lei è la più giovane delle tre dee di El Hazard. Trae la propria forza magica dal fuoco, e ha un temperamento molto appassionato.
Afur Mann
Doppiata da Miho Yoshida (ed. giapponese), Laura Lenghi (ed. italiana)
Afur Mann è la dea del vento. Trae la propria forza magica dal cielo. Nella serie TV El Hazard: The Alternative World è lei la più giovane delle tre dee, e non Shela Shela.
Miz Mishtal
Doppiata da Saeko Shimazu (ed. giapponese), Claudia Catani (ed. italiana)
È la più anziana delle tre dee. Trae la propria forza magica dall'acqua. Si innamorerà del professor Fujisawa, che sposerà alla fine della serie.
Arielle
Doppiata da Etsuko Kozakura (ed. giapponese), Federica De Bortoli (ed. italiana)
Padrona di Fator, svilupperà una forte simpatia per Makoto.
Ifurita
Doppiata da Yuri Amano (ed. giapponese), Francesca Guadagno (ed. italiana)
Questo demone distruttore ha l'aspetto di una donna giovane e bella. È lei la responsabile dell'arrivo di Makoto e degli altri umani su El Hazard, benché abbia completamente dimenticato l'accaduto, ed è diventata un'arma in mano a Jinnai. Nella serie TV The Alternative World Ifurita ha un aspetto molto più goffo, quasi comico. Liberato dal suo sonno da Jinnai, è costretto ad obbedire a lui, ma la sua goffaggine rende il suo enorme potere molto spesso controproducente.

## Episodi

### El Hazard: The Magnificent World
| Nº | Titolo italiano Giapponese 「Kanji」 - Rōmaji                                            | Prima edizione   | Prima edizione |
| Nº | Titolo italiano Giapponese 「Kanji」 - Rōmaji                                            | Giapponese       |                |
| 1  | La terra del caos 「混戦の世界エルハザード」 - Konsen no sekai Eruhazādo                 | 26 maggio 1995   |                |
| 2  | La terra delle belle fanciulle 「美女の世界エルハザード」 - Bijo no sekai Eruhazādo      | 25 giugno 1995   |                |
| 3  | La terra delle sorgenti termali 「温泉の世界エルハザード」 - Onsen no sekai Eruhazādo    | 25 luglio 1995   |                |
| 4  | La terra del grande demone 「鬼神の世界エルハザード」 - Kishin no sekai Eruhazādo        | 25 agosto 1995   |                |
| 5  | La terra del tuono 「雷鳴の世界エルハザード」 - Raimei no sekai Eruhazādo                | 21 ottobre 1995  |                |
| 6  | La terra della luce splendente 「閃光の世界エルハザード」 - Senkō no sekai Eruhazādo     | 25 novembre 1995 |                |
| 7  | Il mondo delle avventure senza fine 「永遠の世界エルハザード」 - Eien no sekai Eruhazādo | 25 gennaio 1996  |                |

### El Hazard 2: Ritorno a El-Hazard
| Nº | Titolo italiano Giapponese 「Kanji」 - Rōmaji                                      | Prima edizione  | Prima edizione |
| Nº | Titolo italiano Giapponese 「Kanji」 - Rōmaji                                      | Giapponese      |                |
| 1  | La sposa di Roshtalia 「ロシュタリアの花嫁」 - Roshutaria no hanayome              | 21 marzo 1997   |                |
| 2  | Il risveglio di Kalia 「カーリア覚醒」 - Kaaria kakusei                            | 25 maggio 1997  |                |
| 3  | I doveri del proprio destino 「イフリータ・運命の別れ」 - Ifuriita unmei no wakare | 24 agosto 1997  |                |
| 4  | Una nuova promessa 「再会への誓い」 - Saikai heno chikai                           | 25 ottobre 1997 |                |

## Colonna sonora
Sigle di apertura
- Shinpi No Sekai el Hazard (El Hazard: The Magnificent World)
- Shinpi No Sekai el Hazard Second (El Hazard 2: Ritorno a El-Hazard)
- Illusion cantata dagli Invoice (El Hazard: The Wanderers eps 1-16)
- Atsui Kimochi (あつい気持ち) cantata dai Onestep Communicate (El Hazard: The Wanderers ep. 17-26)
- 13 Gatsu no Shukumei cantata dai Fence of Defense (El Hazard: The Alternative World)

Sigle di chiusura
- Boys Be Free! cantata da Etsuko Kozakura (El Hazard: The Magnificent World)
- Nemurenai Yoru ni Ha cantata da Mariko Fukui (El Hazard 2: Ritorno a El-Hazard)
- Bukiyou Janakya Koi wa Dekinai (不器用じゃなきゃ恋はできない) cantata da Etsuko Kozakura, Kikuko Inoue e Rio Natsuki (El Hazard: The Wanderers ep. 1-25)
- Illusion cantata da Invoice (El Hazard: The Wanderers ep. 26)
- Kami-sama ga Kureta Hi cantata da Sora Izumikawa (El Hazard: The Alternative World ep. 1-12)
- Love Mania! cantata da Maaya Sakamoto, Rio Natsuki, Etsuko Kozakura e Kyoko Tsuruno (El Hazard: The Alternative World ep. 13)